# Eugène Dhers
Eugène Dhers (Gennevilliers, 26 gennaio 1891 – Vernon, 11 dicembre 1980) è stato un ciclista su strada francese.
Professionista dal 1920 al 1927, partecipò a undici edizioni del Tour de France.

## Carriera
Ottenne un solo successo da professionista, la Paris-Amboise nel 1911; fu secondo al Tour du Calvados nel 1925, terzo alla Milano-Modena nel 1911 e in una tappa del Tour de France 1921. Partecipò a undici edizioni del Tour de France negli anni a cavallo della prima guerra mondiale, ottenendo come miglior piazzamento il nono posto nel 1923.

## Palmarès
- 1911 (Individuale, 1 vittoria)

Paris-Amboise

## Piazzamenti

### Grandi Giri
- Tour de France

1912: 24º
1914: ritirato (5ª tappa)
1919: ritirato (2ª tappa)
1920: 11º
1921: 12º
1922: ritirato (6ª tappa)
1923: 9º
1924: 23º
1925: 23º
1926: 29º
1927: ritirato (11ª tappa)

### Classiche monumento
- Parigi-Roubaix

1911: 10º
1920: 20º
1921: 23º
1922: 23º
1924: 7º
- Giro di Lombardia

1911: 15º